# Ian James (pilote automobile)
Ian James, né le 22 juillet 1974 à Epsom en Royaume-Uni, est un pilote automobile américano-britannique. Il participe à des courses de voiture de Grand tourisme dans des championnats tels que le Championnat du monde d'endurance FIA pour l'écurie américaine Heart of Racing.
Ian James est également le team manager de l'écurie américaine Heart of Racing

## Carrière

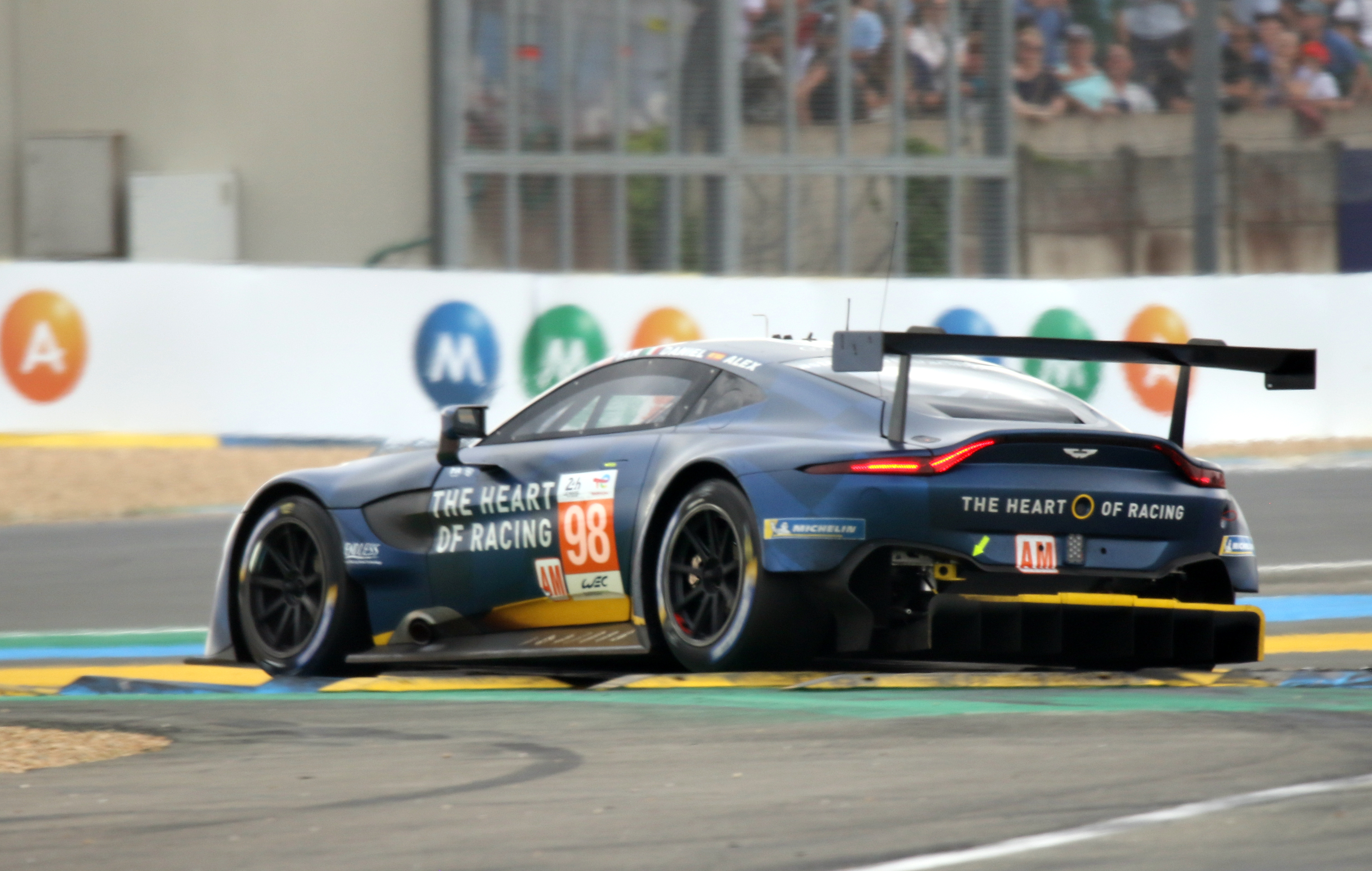
L'Aston Martin Vantage AMR de Ian James lors des 24 Heures du Mans.

En 2023, comme la saison précédente, Ian James participe aux courses longues du championnat WeatherTech SportsCar Championship au sein de son écurie, le Heart of Racing, au volant, d'une Aston Martin Vantage AMR GT3 dans la catégorie GTD. Ses coéquipiers sont le pilote canadien Roman De Angelis (en), le pilote danois Marco Sørensen et le pilote britannique Darren Turner. Lors de la manche inaugurale du WeatherTech SportsCar Championship, les 24 Heures de Daytona, l'équipage remporte la catégorie GTD en battant également la première des voitures engagées en GTD Pro. Cette performance permet à Ian James de remporter sa première victoire de catégorie lors de cette classique de l'endurance. Les 12 Heures de Sebring se déroulent moins bien car la voiture a un accident après avoir parcouru 287 tours. 
À la suite du retrait de l'écurie canadienne Northwest AMR du Championnat du monde d'endurance FIA, Ian James, toujours avec son écurie Heart of Racing, s'engage dans ce même championnat au volant d'une Aston Martin Vantage AMR dans la catégorie LM GTE. Le pilote italien Daniel Mancinelli et le pilote espagnol Alex Riberas l'accompagnent à partir des 6 Heures de Spa-Francorchamps. C'est ainsi que Ian James a pu participer à nouveau aux 24 Heures du Mans, course qu'il n'avait pas courue depuis 2006. Il boucle le double tour d'horloge manceau en sixième position après avoir été victime d'un contact avec la Porsche 963 de l'écurie britannique Hertz Team Jota et d'un tête à queue un peu plus tard dans la course.

## Palmarès

### Championnat du monde d'endurance FIA
| Année | Écurie          | Voiture                      | Classe   | Pneus | 1   | 2   | 3     | 4     | 5   | 6     | 7     | 8   | Total | Pos. |
| ----- | --------------- | ---------------------------- | -------- | ----- | --- | --- | ----- | ----- | --- | ----- | ----- | --- | ----- | ---- |
| 2023  | Northwest AMR   | Aston Martin Vantage AMR     | LMGTE Am | M     | SEB | POR | SPA 7 | LMS 6 | MON | FUJ 7 | BHR 3 |     | 51    | 9e   |
| 2024  | Heart of Racing | Aston Martin Vantage AMR GT3 | LMGT3    | G     | QAT | IMO | SPA   | LMS   | SÃO | CDM   | FUJ   | BHR | *     | *    |

* Saison en cours.

### WeatherTech SportsCar Championship
| Année | Écurie                        | Classe | Voiture                          | 1      | 2      | 3     | 4       | 5      | 6     | 7      | 8     | 9      | 10     | 11     | 12     | Position | Points |
| ----- | ----------------------------- | ------ | -------------------------------- | ------ | ------ | ----- | ------- | ------ | ----- | ------ | ----- | ------ | ------ | ------ | ------ | -------- | ------ |
| 2014  | Team Seattle                  | GTD    | Porsche 911 GT America           | DAY 15 | SEB 3  | LGA 8 | BEL 2   | WGL 16 | MOS 6 | IMS 6† | ELK 6 | VIR 15 | AUS 18 | PET 5  |        | 15e      | 234    |
| 2015  | Team Seattle                  | GTD    | Porsche 911 GT America           | DAY 18 | SEB 1  | LGA 3 | BEL 1   | WGL 7  | LIM 4 | ELK 8  | VIR 3 | AUS 4  | PET 7  |        |        | 4e       | 267    |
| 2016  | Team Seattle                  | GTD    | Porsche 911 GT3 R                | DAY 8  | SEB 4† | LGA   | BEL     | WGL 3† | MOS   | LIM    | ELK   | VIR    | AUS    | ATL 8† |        | 42e      | 27     |
| 2017  | 3GT Racing                    | GTD    | Lexus RC F GT3                   | DAY 27 | SEB 18 | LBH   | AUS     | BEL    | WGL   | MOS    | LIM   | ELK    | VIR    | LGA    | ATL 10 | 51e      | 38     |
| 2019  | Audi Sport Team WRT Speedstar | GTD    | Audi R8 LMS Evo                  | DAY 3  | SEB    | MOH   | BEL     | WGL    | MOS   | LIM    | ELK   | VIR    | LGA    | ATL    |        | 47e      | 30     |
| 2020  | Heart of Racing Team          | GTD    | Aston Martin Vantage AMR GT3     | DAY 18 | DAY    | SEB   | ELK DNS | VIR 8  | ATL 6 | MOH 4  | CLT 3 | ATL 11 | LGA 4  | SEB 2  |        | 15e      | 199    |
| 2021  | Heart of Racing Team          | GTD    | Aston Martin Vantage AMR GT3     | DAY 5  | SEB 3  | MOH   | BEL     | WGL 3  | WGL   | LIM    | ELK   | LGA 12 | LBH 12 | VIR 6  | ATL 1  | 12e      | 1949   |
| 2022  | Heart of Racing Team          | GTD    | Aston Martin Vantage AMR GT3     | DAY 9  | SEB 15 | LBH   | LGA     | MOH    | BEL   | WGL 1  | MOS   | LIM    | ELK    | VIR    | ATL 7  | 25e      | 1048   |
| 2023  | Heart of Racing Team          | GTD    | Aston Martin Vantage AMR GT3     | DAY 1  | SEB 15 | LBH   | LGA     | WGL 6  | MOS   | LIM    | ELK   | VIR    | IMS    | ATL 5  |        | 23e      | 1125   |
| 2024  | Heart of Racing Team          | GTD    | Aston Martin Vantage AMR GT3 Evo | DAY    | SEB    | LBH   | LGA     | WGL    | MOS   | ELK    | VIR   | IMS    | ATL    |        |        | *        | *      |

* Saison en cours.
† Ian James n'a pas bouclé suffisamment de tours pour marquer tous les points